# گواهینامه خلبانی شخصی در استرالیا
گواهینامه خلبانی شخصی در استرالیا توسط اداره امنیت هوانوردی غیرنظامی استرالیا صادر می‌شود. این اداره یک سازمان دولتی است که وظیفه آن تنظیم مقررات و امنیت مربوط به هوانوردی خصوصی و هوانوردی تجاری است.
برای دریافت گواهینامه خلبانی شخصی در استرالیا باید:
- در آزمون عملی هواگرد یا بالگرد حداقل ۷۰٪ نمره گرفته شود که در آن از هر هفت بخش ذکر شده در رئوس مطالب قوانین پرواز بصری در روز (Day VFR Syllabus)[۱][۲] سؤال می‌شود.
- دارای گواهینامه سطح ۲ تجهیزات پزشکی یا بالاتر باشد.
- باید حداقل ۴۰ ساعت پرواز کرده باشد که در ۱۰ ساعت آن خلبان یک بوده و ۵ ساعت را به تنهایی خلبانی کرده و ۲ ساعت را صرف پرواز با کمک دستگاه‌های کنترل هواپیما (instrumental flight) کرده باشد.